# 펄리샤 데이
펄리샤 데이(Felicia Day, 1979년 6월 20일 ~ )는 미국의 배우이다.

## 출연 작품
- 러스트 포 러브 (2014)
- 레드: 웨어울프 헌터 (2010)
- 인형의 집 (2009)
- 디어 미 (2008)
- 코멘터리! 더 뮤지컬 (2008)
- 윈드폴 (2006)
- 웜 스프링스 (2005)
- 뱀파이어 해결사 (1997)